# Rafael Vidaurreta
Rafael Vidaurreta Ramírez (nacido el 5 de enero de 1977 en Madrid) es un exjugador de baloncesto español, que ocupaba la posición de pívot.

## Trayectoria deportiva

### Formación
Se formó en las categorías inferiores del C.B. Zaragoza. Se formaría durante 6 años en Estados Unidos, primero en New Hampton School y después en la Universidad de Wake Forest.

### Profesional
Su primer equipo como profesional sería el  Club Estudiantes de Madrid, donde juega 5 años. Fue fichado por el CAI Basket Zaragoza en marzo de 2006, para reforzar el equipo en su intento de ascenso desde la liga LEB a la liga ACB.
En el verano del 2007 ficha por el CB Granada, donde permanece hasta 2008, cuando ficharía for el Alta Gestión Fuenlabrada

## Selección nacional
- Internacional con la selección española B y con las selecciones Junior y Juvenil.
- Campeonato de Europa Juvenil - 1993.
- Campeonato de Europa Júnior - 1994.
- Campeonato del Mundo Júnior - 1995.[1]